# 11860 Uedasatoshi
11860 Uedasatoshi eller 1988 UP är en asteroid i huvudbältet som upptäcktes den 16 oktober 1988 av de båda japanska astronomerna Kazuro Watanabe och Kin Endate vid Kitami-observatoriet. Den är uppkallad efter Satoshi Ueda.
Asteroiden har en diameter på ungefär 12 kilometer den tillhör asteroidgruppen Themis.